# Kiskapusi erődtemplom
A kiskapusi erődtemplom műemlékké nyilvánított épület Romániában, Szeben megyében. A romániai műemlékek jegyzékében az SB-II-a-A-12366 sorszámon szerepel.